# Juan Guillermo III de Sajonia-Eisenach
Juan Guillermo III de Sajonia-Eisenach (Friedewald, 17 de octubre de 1666 - Eisenach, 14 de enero de 1729) fue un duque de Sajonia-Eisenach.

## Vida
Era el tercer hijo del duque Juan Jorge I de Sajonia-Eisenach y de Juana de Sayn-Wittgenstein. Su hermano gemelo, Maximiliano, falleció con dos años de edad.
Sucedió a su hermano Juan Jorge II como duque de Sajonia-Eisenach cuando su hermano murió en 1698.

## Matrimonio e hijos
En Oranjewoud, el 28 de noviembre de 1690, Juan Guillermo contrajo matrimonio con Amalia (La Haya, 25 de noviembre de 1655 - Allstedt, 16 de febrero de 1695), una hija del príncipe Guillermo Federico de Nassau-Dietz. Tuvieron dos hijos:
1. Guillermo Enrique, Duque de Sajonia-Eisenach (n. Oranjewoud, 10 de noviembre de 1691 - m. Eisenach, 26 de julio de 1741).
2. Albertina Juana (n. Oranjewoud, 28 de febrero de 1693 - m. Eisenach, 1 de abril de 1700).

En Wolfenbüttel el 27 de febrero de 1697 —dos años después de la muerte de su primera esposa— Juan Guillermo contrajo matrimonio por segunda vez con Cristina Juliana de Baden-Durlach, una hija de Carlos Gustavo de Baden-Durlach. Tuvieron siete hijos:
1. Juana Antonieta Juliana (n. Jena, 31 de enero de 1698 - m. Schloss Dahme, 13 de abril de 1726), desposó el 9 de mayo de 1721 al Duque Juan Adolfo II de Sajonia-Weissenfels.
2. Carolina Cristina (n. Jena, 15 de abril de 1699 - m. Philippsthal, 25 de julio de 1743), desposó el 24 de noviembre de 1725 al Landgrave Carlos I de Hesse-Philippsthal.
3. Antonio Gustavo (n. Eisenach, 12 de agosto de 1700 - m. Eisenach, 4 de octubre de 1710).
4. Carlota Guillermina Juliana (n. Eisenach, 27 de junio de 1703 - m. Érfurt, 17 de agosto de 1774).
5. Juana Guillermina Juliana (n. Eisenach, 10 de septiembre de 1704 - m. Eisenach, 3 de enero de 1705).
6. Carlos Guillermo (n. Eisenach, 9 de enero de 1706 - m. Eisenach, 24 de febrero de 1706).
7. Carlos Augusto (n. Eisenach, 10 de junio de 1707 - m. Eisenach, 22 de febrero de 1711).

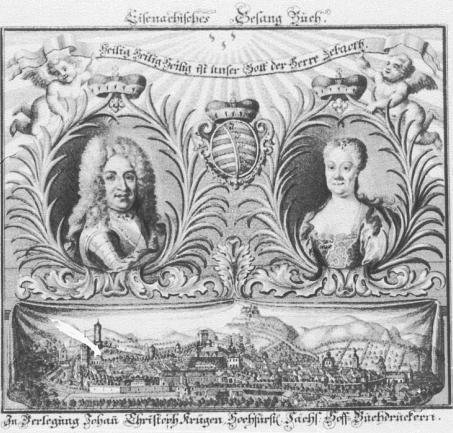
Juan Guillermo III junto a Magdalena Sibila, su tercera esposa

En Weissenfels el 28 de julio de 1708 —un año después de la muerte de su segunda esposa— Juan Guillermo contrajo matrimonio por tercera vez con Magdalena Sibila de Sajonia-Weissenfels, una hija del Duque Juan Adolfo I de Sajonia-Weissenfels. Tuvieron tres hijos:
1. Juana Magdalena Sofía (n. Eisenach, 19 de agosto de 1710 - m. Eisenach, 26 de febrero de 1711).
2. Cristiana Guillermina (n. Altenkirchen, 3 de septiembre de 1711 - m. Idstein, 27 de noviembre de 1740), desposó el 26 de noviembre de 1734 al Príncipe Carlos de Nassau-Usingen.
3. Juan Guillermo (n. Marksuhl, 28 de enero de 1713 - m. Eisenach, 8 de mayo de 1713).

En el Palacio de Philippsruhe el 29 de mayo de 1727 —un año después de la muerte de su tercera esposa— Juan Guillermo contrajo matrimonio por cuarta vez con María Cristina Felicita de Leiningen-Dagsburg-Falkenburg-Heidesheim, Princesa viuda de Baden-Durlach. Esta unión no tuvo hijos.
| Predecesor: Juan Jorge II | Duque de Sajonia-Eisenach 1698-1729 | Sucesor: Guillermo Enrique |

- Datos: Q62529
- Multimedia: John William III, Duke of Saxe-Eisenach / Q62529